# Chos Malal (departement)
Chos Malal is een departement in de Argentijnse provincie Neuquén. Het departement (Spaans:  departamento) heeft een oppervlakte van 4.330 km² en telt 14.185 inwoners.

## Plaatsen in departement Chos Malal
- Caepe Malal
- Chapua
- Chos Malal
- Costa Tilhue
- Coyuco-Cochico
- El Alamito
- La Salada
- Lonco Vaca
- Los Menucos
- Tricao Malal
- Villa Curí Leuvú